# Pamphilioidea
Pamphilioidea é uma das superfamílias de vespas basais (insetos da ordem Hymenoptera) que compõem o agrupamento informalmente chamado de subordem "Symphyta" de vespas-serras, ou vespas-da-madeira e nomes afins. Em suma, são vespas relativamente grandes e robustas, com a cabeça bem destacada do restante do corpo, que atacam árvores do gênero Pinus, ou pinheiros, no hemisfério norte. Agrupam cerca de 250 espécies descritas da Eurásia e América do Norte, todas numa única família existente: Pamphiliidae. Alguns autores, no entanto, também incluem nesta superfamília a família Megalodontesidae. 
Alguns autores consideram esta superfamília como constituindo, juntamente com Cephoidea e Siricoidea, a infraordem Siricomorpha, que seria uma importante seção de vespas basais, sendo as que apresentam em comum a característica de que cápsula cefálica fecha-se entre os orifícios oral e occipital, além da característica das larvas serem fitófagas. São, assim, vespas cujas larvas alimentam-se de partes vegetais, lembrando as lagartas dos insetos lepidópteros, pelo seu formato eruciforme.